# Liten kulskinnbagge
Liten kulskinnbagge (Loricula ruficeps) är en insektsart som först beskrevs av Reuter 1884.  Liten kulskinnbagge ingår i släktet Loricula, och familjen blåsskinnbaggar. Enligt den svenska rödlistan är arten starkt hotad i Sverige. Arten förekommer i Götaland och Öland. Artens livsmiljö är skogslandskap.